# Гран Парке Сентраль
«Гран Парке Сентраль» (исп. Estadio Gran Parque Central), обычно называемый просто Парк Сентраль — футбольный стадион клуба «Насьональ», расположенный в городе Монтевидео, Уругвай.
Он открыт 25 мая 1900 года. «Парке Сентраль» был одним из стадионов, принимавших игры первого чемпионата мира по футболу 1930 года. Именно на нём был сыгран один из первых матчей этого первенства — 13 июля 1930 года команда США в матче группы D обыграла сборную Бельгии со счетом 3:0. Также здесь был оформлен первый хет-трик в истории чемпионатов мира, когда 17 июля 1930 года американец Берт Пэтноуд забил три мяча в ворота сборной Парагвая.
Стадион имеет четыре основные трибуны: Tribuna José María Delgado (северная), Tribuna Atilio García (южная), Tribuna Abdón Porte (западная), Talud Héctor Scarone (восточная). Они названы в честь выдающихся игроков клуба «Насьональ» Атилио Гарсии, Авдона Порте и Эктора Скароне, а также одного из президентов клуба (Хосе Марии Дельгадо).

## История

### Открытие
Первый матч на стадионе состоялся 25 мая 1900 года между «Дойчером» («Deutscher Fussball Klub»), проводившим здесь в 1900 году матчи чемпионата Уругвая, и «Центральным уругвайским железнодорожным крикетным клубом» (исп. Central Uruguay Railway Cricket Club, CURCC), из которого в будущем выделился «Пеньяроль». Начиная с 1901 года «Насьональ» стал проводить свои матчи на запасном поле «Парке Сентраль». Впоследствии этот стадион станет для команды домашним.
До 1930 года «Гран Парке Сенталь» считался главной спортивной ареной Уругвая. Лишь после постройки в 1930 году «Сентенарио» стадион утратил это звание.

### Чемпионат мира 1930 года
Всего за время проведения чемпионата мира 1930 года на «Парке Сентраль» было сыграно шесть встреч: два матча в группе A (Аргентина — Франция, Чили — Мексика), два матча группы B (Югославия — Бразилия, Югославия — Боливия) и два матча группы D (США — Бельгия, США — Парагвай). В каждой игре была зафиксирована победа одной из команд, не было ни одной ничьей. Всего в этих матчах было забито 17 мячей, в том числе один автогол (в среднем 2,83 гола за игру).
| 13 июля 1930 15:00 (UTC-3)          | \| США \| 3:0 (2:0) отчёт \| Бельгия \| \| Макги 23′ · Флори 45′ · Пэтноуд 69′ \| Голы \| \| | «Парке Сентраль», Монтевидео Зрителей: 18 346 Судья: Хосе Масиас |
| США                                 | 3:0 (2:0) отчёт                                                                              | Бельгия                                                          |
| Макги 23′ · Флори 45′ · Пэтноуд 69′ | Голы                                                                                         |                                                                  |

| 14 июля 1930 12:45 (UTC-3) | \| Югославия \| 2:1 (2:0) отчёт \| Бразилия \| \| Тирнанич 21′ · Бек 30′ \| Голы \| Прегиньо 62′ \| | «Парке Сентраль», Монтевидео Зрителей: 24 059 Судья: Анибаль Техада |
| Югославия                  | 2:1 (2:0) отчёт                                                                                     | Бразилия                                                            |
| Тирнанич 21′ · Бек 30′     | Голы                                                                                                | Прегиньо 62′                                                        |

| 15 июля 1930 16:00 (UTC-3) | \| Аргентина \| 1:0 (0:0) отчёт \| Франция \| \| Монти 81′ \| Голы \| \| | «Парке Сентраль», Монтевидео Зрителей: 23 409 Судья: Жилберто Рего |
| Аргентина                  | 1:0 (0:0) отчёт                                                          | Франция                                                            |
| Монти 81′                  | Голы                                                                     |                                                                    |

| 16 июля 1930 14:45 (UTC-3)        | \| Чили \| 3:0 (1:0) отчёт \| Мексика \| \| Видаль 3′, 65′ · Росас 51′ (авт.) \| Голы \| \| | «Парке Сентраль», Монтевидео Зрителей: 9 249 Судья: Анри Кристоф |
| Чили                              | 3:0 (1:0) отчёт                                                                             | Мексика                                                          |
| Видаль 3′, 65′ · Росас 51′ (авт.) | Голы                                                                                        |                                                                  |

| 17 июля 1930 12:45 (UTC-3)                     | \| Югославия \| 4:0 (0:0) отчёт \| Боливия \| \| Бек 60′, 67′ · Марьянович 65′ · Вуядинович 85′ \| Голы \| \| | Парке Сентраль, Монтевидео Зрителей: 18 306 Судья: Франсиско Матеуччи |
| Югославия                                      | 4:0 (0:0) отчёт                                                                                               | Боливия                                                               |
| Бек 60′, 67′ · Марьянович 65′ · Вуядинович 85′ | Голы |                                                                       |

| 17 июля 1930 14:45 (UTC-3) | \| США \| 3:0 (2:0) отчёт \| Парагвай \| \| Пэтноуд 10′, 15′, 50′ \| Голы \| \| | «Парке Сентраль», Монтевидео Зрителей: 18 306 Судья: Хосе Масиас |
| США                        | 3:0 (2:0) отчёт                                                                 | Парагвай                                                         |
| Пэтноуд 10′, 15′, 50′      | Голы                                                                            |                                                                  |

### Реконструкции
Практически полностью сгоревшее после пожара 1911 года, здание стадиона было восстановлено через пару лет. Следующая реконструкция «Парке Сентраль» пришлась на 1944 год — были модернизированы поле и трибуны, а также добавлены дополнительные места на главной трибуне. Спустя тридцать лет «Гран Парке Сентраль» снова был подвергнут реконструкции, так как из-за пожара была повреждена часть стадиона.

## Современное состояние
Начиная с 2005 года, благодаря усилиям болельщиков «Насьоналя» была начата новая реконструкция стадиона. Целью проводимых изменений является приведение «Парке Сентраль» в соответствие с современным международными стандартами, чтобы «Насьональ» мог проводить домашние матчи чемпионата Уругвая по футболу, Кубка Либертадорес и Южноамериканского кубка на исторической арене. С 2018 года вместимость стадиона составляет 34 000 зрителей.